# Liz White
Elizabeth (Liz) White, född 1979 i Rotherham i Yorkshire, är en brittisk skådespelare. Hon utexaminerades från Liverpool Institute of Performing Arts år 2001. Hon har medverkat i flera brittiska TV-serier, bland annat i kriminaldramaserien Life on Mars från 2006 tillsammans med John Simm och Philip Glenister.

## Filmografi
- 2002 – Auf Wiedersehen, Pet (TV-serie)
- 2002–2003 – Ultimate Force (TV-serie)
- 2004 – Vera Drake
- 2006–2007 – Life on Mars (TV-serie)
- 2008 – En ficka full med råg (TV-serie)
- 2012 – The Woman in Black
- 2012 – Doctor Who (TV-serie)
- 2013 – The Paradise (TV-serie)
- 2014 – Gamla snutar, nya spår (TV-serie)
- 2014 – Our Zoo (TV-serie)
- 2014 – Pride
- 2017 – Hotell Halcyon (TV-serie)
- 2021 – Saknad, aldrig glömd (TV-serie)